# Awantura w Benderach

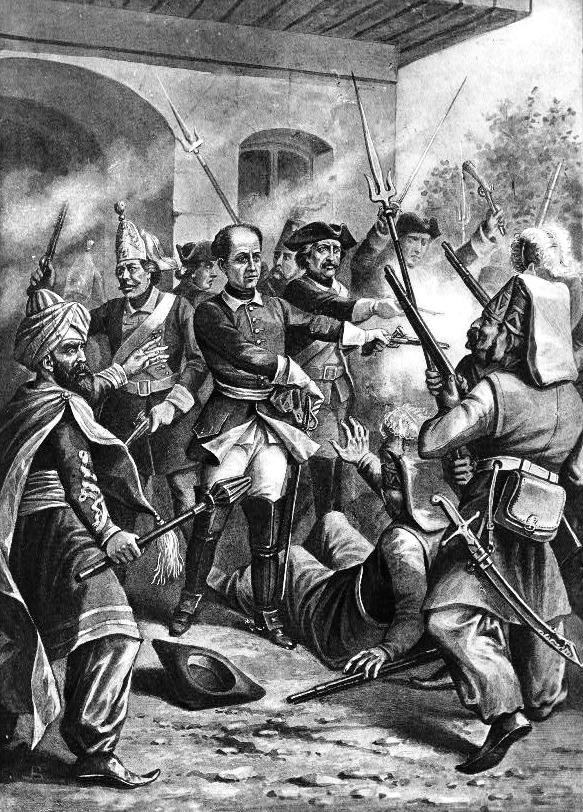
Wizja awantury w Benderach autorstwa francusko-amerykańskiego artysty Augustusa Tholeya (1894)

Awantura w Benderach (szw. Kalabaliken i Bender) – gwałtowne starcie, które miało miejsce 1 lutego 1713 roku w Benderach, na terenie dzisiejszej Mołdawii, podczas którego żołnierze osmańscy pojmali króla Szwecji Karola XII.

## Geneza
Po przegranej z Rosją w bitwie pod Połtawą w 1709 roku Karol XII uciekł do Imperium Osmańskiego i osiedlił się w mieście Bendery wraz ze swoim oddziałem liczącym około 1500 żołnierzy. Sułtan Ahmed III udzielił Karolowi i jego ludziom azylu. Król zwrócił się do sułtana z prośbą o zorganizowanie armii liczącej 60 000 ludzi, która eskortowałaby Karola przez Polskę do Morza Bałtyckiego, ale sułtan odmówił, ponieważ oznaczałoby to problemy polityczne z Polską i Rosją. Karol, który zyskał sojusznika w osobie chana krymskiego Dewleta II Gireja, zaczął planować wojnę przeciwko Rosji. Frakcja prowadząca kampanię wojenną osiągnęła swój cel i w listopadzie 1710 roku Ahmed III ogłosił rozpoczęcie wojny rosyjsko-tureckiej. Następna kampania wojskowa pod wodzą wielkiego wezyra Baltaci Mehmeda Paszy zakończyła się zwycięstwem Imperium Osmańskiego w lipcu 1711 roku, a na mocy podpisanego traktatu pruckiego car Rosji Piotr I Wielki utracił terytoria podbite w poprzedniej wojnie.
Jednakże polityczni sojusznicy Karol XII i Dewlet II Girej nie byli zadowoleni z traktatu i kontynuowali spisek mający na celu wywołanie nowej wojny, podczas gdy przeciwny obóz starał się złagodzić stosunki z Rosją i zwrócić uwagę na Republikę Wenecką, która z kolei pragnęła odzyskać wcześniej podbite terytoria. Przez następne dwa lata sytuacja polityczna w Imperium Osmańskim była bardzo niestabilna. Chociaż Rosji wypowiedziano kilkakrotnie wojnę, nie doszło do żadnej bitwy, a kryzysy rozwiązywano za pomocą środków dyplomatycznych i negocjacji. W końcu, na początku 1713 roku, Ahmed III, znudzony kłótniami, nakazał zesłanie chana krymskiego na wyspę Rodos i umieszczenie Karola w areszcie domowym.

## Awantura
„Kalabalik” to tureckie słowo oznaczające zamieszanie lub tumult. Zwłaszcza w starszych pismach historycznych pojawiają się bardziej przesadzone i zromantyzowane wersje, które często różnią się między sobą opisem wydarzeń. Dlatego nie sposób stwierdzić, co się naprawdę wydarzyło. Znaczenie słowa „kalabalik” zostało również zromantyzowane: mówi się, że oznacza ono polowanie na trudną do złapania zwierzynę, polowanie na lwa i tym podobne.
W zależności od wersji Szwedzi dysponowali siłą około 500 żołnierzy, z czego „garstka” lub 40–50 ludzi miała wziąć udział w faktycznej potyczce po tym, jak pozostali się poddali. Siły tureckie były prawdopodobnie przytłaczające, największe szacunki mówią o 12 000 ludzi. Według szwedzkiego historyka Carla Grimberga, przeciwko „Lwu Północy” i jego 500 ludziom wysłano aż 10 000 Turków i Tatarów. Nie jest również pewne, w jaki sposób Szwedzi przygotowali się na przybycie armii osmańskiej. Według niektórych wersji Karol zorganizował obronę, szybko ufortyfikował obóz i dodał odwagi swoim ludziom, wygłaszając przemówienie podczas jazdy przed liniami obrony. Gdy Turcy się zbliżyli, Szwedzi zależnie od źródeł albo wystrzelili z armat, albo zostali zaskoczeni w trakcie kościelnego nabożeństwa.
Po ataku Turków większość Szwedów została otoczona i poddała się, więc Karol uciekł z mniejszą grupą liczącą około 50 ludzi do swojego domu, gdzie albo odpierał ataki Turków, albo ukrywał się, dopóki dach, podpalony przez Turków płonącymi strzałami, nie zawalił się. Kiedy dach się zawalił, Szwedzi rzucili się do ataku, walcząc jak szaleni i bronili swej pozycji przez osiem godzin, strzelając do Turków z armat i karabinów. Istnieje również kilka wersji schwytania Karola XII: potknął się podczas biegu lub upadł, zaplątawszy się w ostrogi albo stracił przytomność po upadku lub ataku ze strony grupy Turków. Jego brwi były spalone prochem strzelniczym, a ubranie poplamione krwią.
Na ilustracji do perskiego wydania powieści Woltera, widać jak Karol XII zabija czterech przeciwników jednym ciosem. Wyobrażał sobie, że dom Karola musiał być duży i mieć wiele okien, bo według jego opowieści Szwedzi w ciągu zaledwie kwadransa zastrzelili z karabinów dwustu muzułmanów. Sam Karol później wspominał, że podczas całego incydentu zabił prawdopodobnie trzy osoby. W każdym razie Karola aresztowano i osadzono w areszcie domowym w Didimoticho (obecnie Grecja), gdzie sułtanowi łatwiej było mieć go pod kontrolą.